# Сеймур-Крік 2
Сеймур-Крік 2 (англ. Seymour Creek 2) — індіанська резервація в Канаді, у провінції Британська Колумбія, у межах регіонального округу Метро-Ванкувер.

## Населення
За даними перепису 2016 року, індіанська резервація нараховувала 123 особи, показавши зростання на 15,0%, порівняно з 2011-м роком. Середня густина населення становила 250,8 осіб/км².
З офіційних мов обидвома одночасно володіли 5 жителів, тільки англійською — 120.
Працездатне населення становило 52,4% усього населення, усі були зайняті.

## Клімат
Середня річна температура становить 10°C, середня максимальна – 20,6°C, а середня мінімальна – -1,4°C. Середня річна кількість опадів – 2 210 мм.
| Клімат поселення                              | Клімат поселення | Клімат поселення | Клімат поселення | Клімат поселення | Клімат поселення | Клімат поселення | Клімат поселення | Клімат поселення | Клімат поселення | Клімат поселення | Клімат поселення | Клімат поселення | Клімат поселення |
| Показник                                      | Січ.             | Лют.             | Бер.             | Квіт.            | Трав.            | Черв.            | Лип.             | Серп.            | Вер.             | Жовт.            | Лист.            | Груд.            |                  |
| Середній максимум, °C                         | 7,39             | 9,14             | 10,89            | 13,41            | 16,73            | 19,42            | 20,15            | 20,56            | 17,73            | 13,02            | 8,79             | 6,05             |                  |
| Середня температура, °C                       | 3,01             | 4,78             | 6,52             | 9,05             | 12,36            | 15,05            | 17,33            | 17,75            | 14,93            | 10,22            | 5,98             | 3,25             |                  |
| Середній мінімум, °C                          | −1,37            | 0,41             | 2,16             | 4,67             | 7,98             | 10,69            | 14,52            | 14,95            | 12,12            | 7,42             | 3,18             | 0,45             |                  |
| Норма опадів, мм                              | 307              | 208              | 205              | 166              | 122              | 99               | 64               | 65               | 90               | 229              | 366              | 289              |                  |
| Середньомісячна швидкість вітру, м/с          | 3.25             | 3.15             | 3.25             | 3.05             | 2.94             | 2.94             | 2.84             | 2.58             | 2.38             | 2.65             | 3.25             | 3.35             |                  |
| Середньомісячна сонячна радіація, кДж/м²·день | 3066             | 5943             | 9841             | 14929            | 18612            | 19960            | 21282            | 18204            | 13015            | 7034             | 3487             | 2417             |                  |
| --------------------------------------------- | ---------------- | ---------------- | ---------------- | ---------------- | ---------------- | ---------------- | ---------------- | ---------------- | ---------------- | ---------------- | ---------------- | ---------------- | ---------------- |
| Джерело:                                      |                  |                  |                  |                  |                  |                  |                  |                  |                  |                  |                  |                  |                  |